# Лихолай, Василий Константинович
Василий Константинович Лихолай (13 сентября 1915, Ташлык, Киевская губерния — 1982, Ухта, Коми АССР) — советский инженер-нефтяник, организатор нефтегазового производства на Европейском Севере СССР. Генеральный директор объединения Коминефть (1969—1973).

## Биография
Родился в селе Ташлык (ныне — в Смелянском районе Черкасской области Украины).
В 1938 году окончил Московский нефтяной институт, специальность «Горный инженер по добыче нефти и бурению скважин». Работал в Майкопе в Майтресте старшим инженером, затем главным инженером района. В 1939 переведён в трест «Апшероннефть» на должность начальника отдела добычи и бурения; с апреля 1941 года — главный инженер.
В мае 1941 года призван на сборы как офицер запаса. В июле 1942 года в боях под Харьковом ранен в левую ногу, попал в плен. Бежал в январе 1943 года, был арестован и зачислен в штрафной батальон, в котором находился по февраль 1943 года. Был реабилитирован и направлен на фронт в должности командира батареи.
22 ноября 1943 года снова арестован и Особым совещанием НКВД осуждён по статье 58-1а на восемь лет исправительно-трудовых лагерей за то, что, находясь в плену, участвовал в восстановлении нефтяных промыслов на захваченной фашистами территории Северного Кавказа. В 1944—1951 годах — заключённый Ухто-Ижемского исправительно-трудового лагеря, работал на руководящей должности в тресте «Войвожнефть».
После освобождения в 1951 году — начальник производственно-технического отдела, главный инженер треста «Войвожнефть», главный инженер объединения «Печорнефтегазразведка».
В 1957 году постановлением военного трибунала Северокавказского военного округа реабилитирован за отсутствием состава преступления.
С 1958 по 1982 год на руководящей работе в организациях нефтедобычи: главный инженер — заместитель управляющего трестом «Печорнефтегазразведка», главный инженер — заместитель начальника Ухтокомбината, генеральный директор объединения «Коминефть» (1969—1973), заместитель директора института ПечорНИПИнефть по научно-исследовательской работе в области технологии и техники добычи нефти и буровых работ.
Кандидат технических наук (1978, тема диссертации «Пути совершенствования и особенности организации работ по разведке и промышленному освоению нефтяных и газовых месторождений в условиях Севера».
Награждён орденами Ленина (1966), Трудового Красного Знамени (1971), нагрудным знаком «Почётный нефтяник».